# 정글 엔터테인먼트
정글 엔터테인먼트(Jungle Entertainment)는 대한민국의 흑인 음악 레이블이다. 바시티가 현재 소속 뮤지션으로 활동하고 있다. 본사는 서울특별시 강남구에 위치해있다.
정글 엔터테인먼트의 로고는 "Music more than your imagination, new frontiers for music"(상상을 뛰어넘는 음악, 음악의 선구자)이다. "대중의 가슴을 울리는, 대중의 갈증을 해소시켜 주는 창조적인 음악와 뮤지션을 양성"하기 위해 노력하고 있고, 체계적인 관리와 트레이닝 시스템을 통하여 가수 및 연기자를 양성하고 있으며, 이에 Jungle Entertainment의 제작 및 매니지먼트 시스템을 결합하여 운영하고 있다.
2011년 9월 현재 가장 최근 활동으로는 리쌍의 앨범 발표가 있다. 이에 앞서 Loptimist의 영입이 화제가 되었으며, 10월에는 20억대 자금이 투자된 신인 그룹 M.I.B.를 데뷔 준비 중이라는 것이 알려져 화제가 되었다. 이어 12월에는 LA에서 한국 힙합 레이블로써는 최초로 미국에서 공연을 개최하였으며, 이는 정글 엔터테인먼트의 해외 시장 진출 계획의 시초가 되었다.

## 소속 아티스트
- 바시티 - 키드, 준우, 시월, 승보, 리호, 윤호, 다원

## 과거 소속 아티스트
- 은지원
- 드렁큰 타이거
- 윤미래
- 비지
- 리쌍
- 정인
- 디지
- 팔로알토
- TEBY
- TEM
- 유진
- 랍티미스트
- 조문근
- 양동근
- M.I.B
- 포텐